# .ws
.ws — в Інтернеті, національний домен верхнього рівня (ccTLD) для Західного Самоа. На момент створення домену, держава називалася Західне Самоа (англ. Western Samoa). В 1997 році держава взяла нову назву — Незалежна Держава Самоа, проте домен змінювати не стали.

## Домени 2-го та 3-го рівнів
В цьому національному домені нараховується близько 7,070,000 вебсторінок (станом на січень 2007 року). Домен не обмежується географічно тільки державою Самоа, і відкритий для глобальних реєстраторів. Сам домен часто WS розшифровують, як англ. Web Sites" або ж англ. World Site".
У наш час використовуються та приймають реєстрації доменів 3-го рівня такі доменні суфікси (відповідно, існують такі домени 2-го рівня):
| Суфікс  | Регламентовані користувачі                                            |
| .com.ws | Комерційні установи, корпорації                                       |
| .edu.ws | Наукові та дослідницькі установи, коледжі, університети або інститути |
| .gov.ws | Державні та урядові установи                                          |
| .org.ws | Неприбуткові, неурядові організації                                   |